# 田立瀑布
田立瀑布（日语：／）是位於日本長野縣木曾郡南木曾町的瀑布群，被列入日本瀑布百選，主瀑為天河瀑布。